# كين ماثيوز
كين ماثيوز (بالإنجليزية: Ken Matthews)‏ هو منافس ألعاب قوى بريطاني، ولد في 21 يونيو 1934 في برمنغهام في المملكة المتحدة.

## وصلات خارجية
- كين ماثيوز على موقع اللجنة الأولمبية الدولية (الإنجليزية)
- كين ماثيوز على موقع أوليمبيديا (الإنجليزية)
- كين ماثيوز على موقع اللجنة الأولمبية البريطانية (الإنجليزية)